# 兵糧丸
兵糧丸（ひょうろうがん）とは、日本の戦国時代から江戸時代にかけて使われていた丸薬状の携帯保存食である。『万川集海』など忍術書に素材や製法が記載されており、異称や類似の丸薬として飢渇丸（きかつがん）や水渇丸（すいかつがん）がある。栄養補給のほか、精神を安定させる作用がある生薬も含んでいた。

## 概要
忍者が登場する時代小説や時代劇で目にすることが多いほか、現代では、伊賀流忍者の祖地である旧伊賀国を含む三重県に所在する三重大学が学術的な研究や再現に取り組んでいる。長い歴史がある携行食の一つであり、忍術流派によっては飢渇丸(きっきつがん・きっかつがん)とも表記することもあるが、別のものを指すこともある。一般的に忍者が食べるものとして知られているが、実際には忍者に限らず一般の兵士も用いていた。

## 材料および製造法
武将や忍者の家々によって材料や製造方法が異なり、固定されたものはない。名称も地域や家伝によって差がある。また、家によっては内容が秘伝とされて明らかになっていないものも多い。
主に以下のものが含まれる。
炭水化物として
- 晒米（水で晒した白米）
- 蕎麦粉
- はったい粉
- キビなど雑穀粉
- きな粉
- 葛粉あるいはわらび粉
- 山芋粉もしくは里芋粉-山芋や里芋を一度干し粉に挽いたもの

タンパク質、海洋性ミネラル、動物性ビタミン類、油脂成分として
- 脂質及びタンパク質が豊富な穀物および豆類
- 鰹節およびにぼし粉などの魚粉

植物由来ミネラル、ビタミン類、食物繊維、油脂成分として
- 梅干（クエン酸）
- 松の実
- ゴマ、エゴマ、ナタネ
- 地域で採れる薬草や野草・山菜・野菜を乾燥させたものや煮て干したもの
- クチナシ粉末
- はじかみ粉末などの栄養価の高い食品

これらの粉末またはペーストを一種類から数種類混ぜる。非常に一般的であった製法は、穀物粉に各種栄養成分の整った鰹節やにぼし粉などの魚粉を入れるものであった。
さらに添加物として以下の物を加える。
- 蜂蜜または水飴
- 甘草(糖類・矯味剤)
- 焼酎・日本酒・濁酒(溶出材及び栄養抽出材)
- ゴマ油や菜種油等の植物油等(脂質と脂溶性ビタミンの摂取)

矯味剤
混ぜ合わせる材料によっては臭みがある魚粉など栄養は豊富だが風味に不協和音が生じ食べにくい場合がある。その場合矯味剤によって風味を整えることもある。
- 松の甘皮粉末(テルペン類による矯味剤)
- 肉桂
- 薄荷
- 生姜
- 山椒及び山椒の葉
- 擂りゴマ・ゴマ油

これらにより味を整え、つなぎとする。材料としてニンジンも一部で使われていたが、実際にはトチバニンジン等が中心であり、デンシチニンジン、オタネニンジン類はあまり使われることはなかった。こうした配合のもとに材料を混合し、こねて小さい球状にまとめる。
兵糧丸はカロリーの摂取に重きが置かれている。携行でき、非常食になることから、軍用レーションあるいはスナックバー (菓子類)、半生タイプのダイエットクッキーの原型と見ることもできる。

### 『老談集』の兵糧丸のレシピ
山本勘助著とされている『老談集』に記載されている兵糧丸のレシピが記載されている。

## 飢渇丸
飢渇丸(きっきつがん・きっかつがん)は『万川集海』にレシピが記載されている。兵糧丸に比べて、持久型の携帯食品として分析されている。

## 水渇丸
水渇丸(すいきつがん・すいかつがん)は以下の材料を調合した、兵糧丸と共に用いる亜種食品の一つであり、潜伏時・走行時・移動時などの喉の渇きを抑えるために使われた。唾液の分泌を促すため、梅干をベースに調合され、現代ののど飴やチューイングガムを栄養豊富にしたものにあたる。
兵糧丸・水渇丸いずれも共に流派や年代、その土地で取れる作物によって様々に調合の仕方に違いがある。たとえば保存方法の中でも重要である乾燥法ひとつにしても含まれる栄養成分の特性を考慮して丸薬を日干し（日光の紫外線による殺菌やビタミンD前駆体であるエルゴステロールの増加を促す）で乾燥させるか風通しのいいところで陰干し（ビタミンC・ビタミンB群・ナイアシン・葉酸などのビタミン類やポリフェノールをはじめとする栄養成分を保持して）乾燥させるのか、あるいは煙などでいぶして燻煙（殺菌）するのかといった違いである。
主な配合には以下の材料が用いられた。
- 梅干(クエン酸：唾液分泌促進、消毒、血液の清浄作用)
- 氷砂糖（唾液分泌促進及びカロリー摂取）
- 麦芽(糖質：唾液分泌促進及びカロリー摂取)
- 松の甘皮(テルペン類・ケルセチンおよび松脂、消毒や血液の清浄作用および爽快味)
- 茶・柿の葉・桃の葉(カテキン類：消毒や血液の清浄作用)
- 生姜・ニホンハッカ（消毒や血液の清浄作用および爽快味、冷涼感）

こうした物質の数種粉末に以下を加える。
- 少量の果物の果汁
- 酒類(湿潤剤及びビタミン類摂取)

## 変わり味噌玉
変わり味噌玉は湯を注いで溶く、口に含んでかじるだけで時間が取れない時でも手軽に栄養摂取と食事が取れるよう開発された食品である。
名称として味噌玉や変わり味噌玉、変わり玉、など呼び名は地域により様々に異なっている。芋がら縄にも類似がみられる。
配合例には以下のような物がある。
- 通常の味噌玉に梅干をおにぎりのように埋めて包んだシンプルなもの。
- しらす干しや干しエビ、煮干し粉や削り節といった乾物や、刻み海苔や塩蔵ワカメといった海藻などタンパク質やミネラルに富んだ海産物を混ぜたもの。
- 切干大根のように、野菜・山菜・野草・薬草の乾物、野沢菜や高菜といった塩・酢漬物を刻んで包んだり混ぜたもの。これは植物性のミネラルやビタミン類を補給できた。
- 糒や籾のまま炒った焼米や雑穀を混ぜ込み、カロリー摂取主体の簡易の雑炊ができるようにしたもの。
- 卵黄や納豆、脱水して小さく切った堅豆腐あるいは高野豆腐や油揚げ、麩などを包み込みこんだもの。これはたんぱく質量をより向上させていた。
- シジミやアサリ、小魚などの煮しめ（佃煮や時雨煮も含む）を包んだ総合栄養的なもの。
- 飛脚玉：富山地域ではとろろ昆布を包む・混ぜるなどした味噌玉がある。

こうした配合は陣中食とも重なる具揃えも多い。このような味噌玉は、地元で取れる食材や保存食品を利用して作られた。時にはそれらの味噌玉を、酢味噌にしたり焼酎を混ぜ込む事で日持ちするよう工夫したものもあった。これらはインスタント味噌汁の原型と見て取れることもできる。

## 摂取方法
これらの携行食品は忍者達が隠密行動の際に携帯したとされる。兵糧丸1 - 3粒、水渇丸は1 - 2粒ずつで一食分であり、これを一日二回ないし三回摂取する。ただし摂取数量は丸薬の大きさによる。兵糧丸の場合は地域によって丸めて団子状にする大きさが親指大やピンポン玉位から握り飯ぐらいまでまちまちである。これは携行の便と摂りやすさを考慮し、満腹感が得られるよう工夫を加えた結果であった。親指大のものは一日30粒ほど摂取する。
忍者達は通常、飲料水に関しては水筒を持参していた。当時の日本では汚染の少ない良質な水質の河川や井戸や湧水が多く散在しており、暴風雨や地震など水が濁るような災害時、戦闘や逃走時、また隠密行動中など、よほど緊急性や隠密性がない限りは手軽に水分を摂取できた。
彼らの着用した衣類、柿渋で染めた柿衣には除菌能力があった。柿渋色は時に桧皮色とも混同され、桧皮着（ひわだぎ）とも呼ばれた。また僧衣にも使われた墨衣は元来鉄漿で染めたものが多く、同様の効果と用途があったという説がある。水の飲用にあたり、これら衣類の布地で漉す、手ぬぐいなど目の細かい木綿布で漉してから炭を漬け置く、ほか煮沸などを施した。

## 現代の菓子としての兵糧丸
全国に菓子としての兵糧丸が販売されている。これは昔から存在した兵糧丸のレシピをベースに現代風にアレンジしたもので、土産物としての色合いが強い。
地域単位で地域振興の為に、地域の菓子製造業と行政が協力しているケースも見られる。